# カロライン (軽巡洋艦)
カロライン（HMS Caroline）は、イギリス海軍の軽巡洋艦。C級（カロライン級）。イギリス海軍においてカロラインの名を持つ艦としては8代目にあたる。
カロラインは1914年の就役後、第一次世界大戦においてユトランド沖海戦に参加し、以降も司令艦および練習艦として1924年から2011年まで現役であった。これはイギリス海軍においてヴィクトリーに次いで2番目に長い在籍記録であり、第一次世界大戦に参加したイギリス海軍艦艇で現存している3隻のうちの1隻である。

## 艦歴
カロラインはバーケンヘッドのキャメル・レアードで1914年1月28日に起工、1914年9月29日に進水し、1914年12月に竣工した 。カロラインはC級軽巡洋艦のうち最初のサブタイプであるカロライン級に属する艦であり、以降の同型艦と異なりタービンに減速歯車が装備されていなかった。カロラインの機関は航行することが無くなった現在も搭載されている。

### 第一次世界大戦
1914年12月4日に初代艦長ヘンリー・ラルフ・クローク（Henry Ralph Crooke）大佐の指揮の下で就役したカロラインは、第一次世界大戦を通じて北海で活動した。就役後はオークニー諸島のスカパ・フローを拠点とするグランド・フリートに所属、第4駆逐艦戦隊（4th Destroyer Flotilla）の嚮導艦として行動する。
カロラインは1915年2月から11月までグランド・フリートの第1軽巡洋艦戦隊（1st Light Cruiser Squadron）に所属、さらに1916年初めに同じくグランド・フリートの第4軽巡洋艦戦隊（4th Light Cruiser Squadron）に移籍したカロラインは1918年11月の第一次世界大戦終結まで配属されていた。カロラインは第4軽巡洋艦戦隊所属時に、1916年5月31日から6月1日にかけて行われたユトランド沖海戦に参加している 。
1917年から1918年後半にかけて、カロラインは前部主砲の上に滑走台を設け、北海上空のドイツ軍飛行船を攻撃するイギリス海軍航空隊および後に新設されたイギリス空軍のソッピース キャメル戦闘機の発進母艦となっていた
。

### 戦間期
カロラインは戦後も第4軽巡洋艦戦隊に留まり、1919年6月には戦隊の僚艦と共に東インド管区（East Indies Station）で活動した。カロラインは1922年2月に退役し予備役としてドックで保管されたが、1924年2月に北アイルランド・ベルファストに所在するイギリス海軍志願予備員（Royal Naval Volunteer Reserve, RNVR）アルスター部隊の練習艦兼司令部として現役復帰した 。カロラインは1924年4月1日から公式にその任務に就いた。ベルファスト到着後、1924年頃にハーランド・アンド・ウルフ社によってカロラインの兵装と機関の一部が撤去されたが、取り外された砲は他の退役巡洋艦の砲と共に保管され、英愛条約に基づきイギリス海軍が管理していたアイルランド自由国内の条約港の防衛に流用された。

### 第二次世界大戦
1939年から1945年の第二次世界大戦中、カロラインは第3護衛グループ（3rd Escort Group）のキャプテン級フリゲートを含む大西洋・北極海船団の多くの護衛艦艇が基地としていたベルファスト港におけるイギリス海軍司令部として機能した 。
第二次世界大戦中にベルファストが主要な海軍基地の一つとして発展すると、司令部としての「HMS カロライン」の範囲は拡大していき、艦内だけでなく市内の様々な地区を含むようになった。やがて、数千人の下士官・兵たちが「HMS Caroline」のタリー（帽子に巻くリボン）を着用することになった。そのような地上施設で最初のものはベルファスト税関（Belfast Custom House）の建物だった。後に、ベルファスト城が接収されて通信施設として用いられた。「HMS カロライン」には爆雷投射機とヘッジホッグ対潜迫撃砲の修理工場も付属され、そのいくつかはマイルウォーター・ベイスン（Milewater Basin）のカロラインの係留場所に近い埠頭に設けられることになった。
ベルファスト空軍基地（RAF Belfast）がベルファスト港のシデナム（Sydenham）飛行場に所在していた第二次世界大戦の初期、艦隊航空隊（Fleet Air Arm,FAA）の兵員はカロラインを宿泊艦にしていた。1943年に飛行場はイギリス空軍からイギリス海軍に移管され、ガドウォール海軍航空基地（HMS Gadwall, 現：ジョージ・ベスト・ベルファスト・シティ空港）になった。

### 戦後
第二次世界大戦後、イギリス海軍はカロラインをイギリス海軍志願予備員に返還し、カロラインはRNVRの唯一の海上訓練施設として使用された。1951年にはベルファストのハーランド・アンド・ウルフ社で改装が行われた。
イギリス海軍予備員（Royal Naval Reserve, RNR：1958年にRNVRと統合）は2009年12月にカロラインから陸上へ移転し、「ストーン・フリゲート」（Stone frigate：英連邦海軍における陸上施設の呼称）であるヒベルニア海軍基地となった。2011年3月31日にカロラインは伝統的な式典の後に退役した。カロラインの軍艦旗はベルファストの聖アン大聖堂で保存されている
。

### 保存

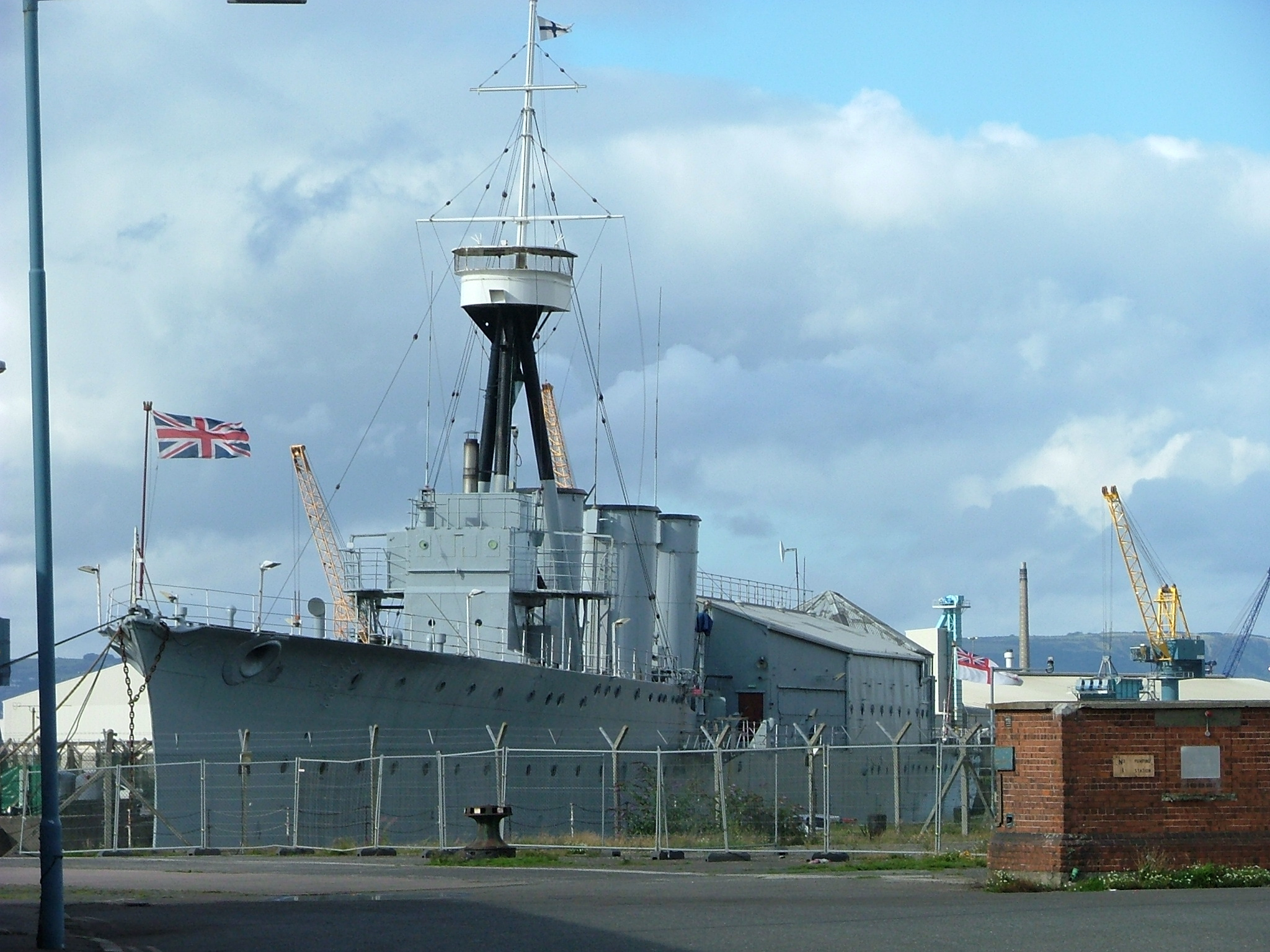
練習艦時代のカロライン。艦首にユニオンフラッグ、マスト頂部にイギリス海軍予備員代将旗、艦尾に軍艦旗がそれぞれ掲揚されている。2006年8月撮影。

カロラインは現在、国定歴史艦隊に登録されている。カロラインはベルファストのアレキサンドラ・ドック内に係留されているが、退役に伴ってポーツマスの王立海軍国立博物館ポーツマス館の保護監督下に置かれている 。もはやカロラインは自力航行不能な状態ではあるが、いまだドック内で浮いており非常によい状態を保っている。
過去に波や強風による衝撃は、数度にわたってカロラインを係留場所から引き離そうとした。2005年の嵐の間、カロラインは埠頭のコンクリートからいくつかの巨大なボラードを引き抜いたが、幸い全ての固定が外れることはなかった。入り口は毎年行われるタイタニックの式典期間中入ることができたが、通常カロラインは観光客に開放されてはいなかった。

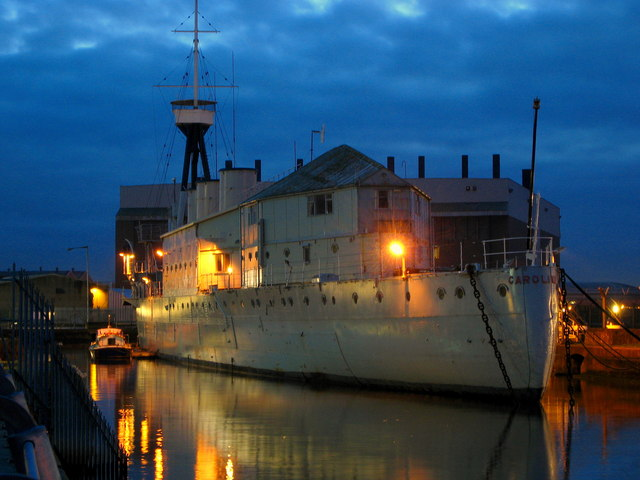
艦尾から見たカロラインの夜景。2008年1月。

2011年にカロラインが退役すると、その去就は不確かなものになった。ある案では、艦中央部にある大きな甲板室を撤去して6インチ砲と4インチ砲やその他の構造物を復元し、カロラインを第一次世界大戦の頃の姿に戻すというものであった。別の案は、カロラインをベルファストに留め、客船ノルマディックの傍らでタイタニック・クォーターに付属した博物館船にするというものであった。また他の案では、カロラインをポーツマスに移して可能な限り第一次世界大戦当時の姿に復元するというものもあった。
2012年6月、資金が調達できることを前提としてカロラインをポーツマスに移す計画が発表された。しかしながら、2012年10月に北アイルランド政府はカロラインをベルファストに留め、文化メモリアル基金（National Heritage Memorial Fund, NHMF）がカロラインの復元のために1,000,000ポンドを拠出する確約を得たと発表した。2013年5月には、遺産宝くじ基金（Heritage Lottery Fund, HLF）がカロラインの博物館船への改装費用として845,600ポンドの拠出を認めると発表した。

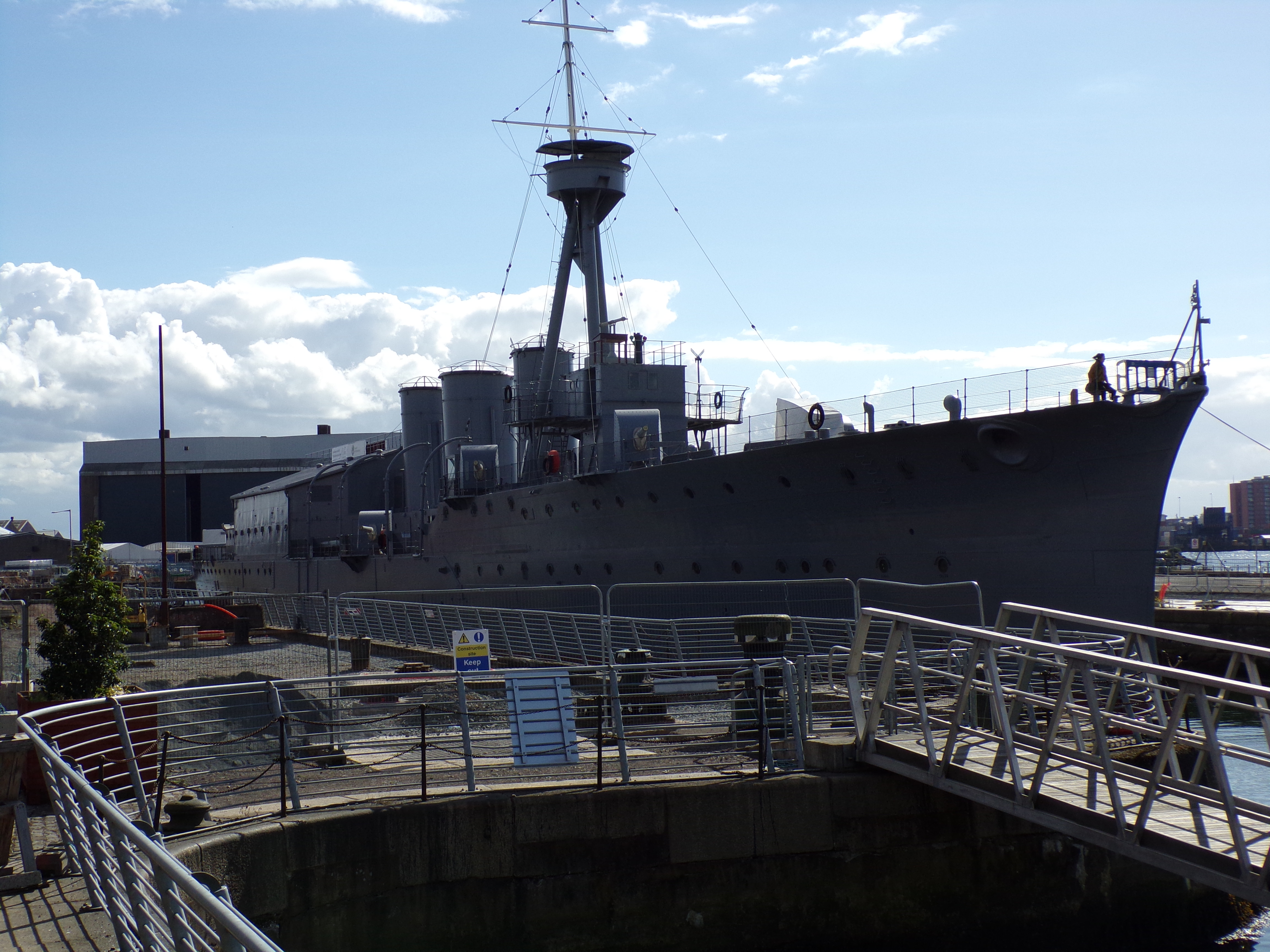
博物館船となったカロライン。2017年8月。

2014年10月に遺産宝くじ基金は、王立海軍国立博物館がカロラインを2016年のユトランド沖海戦100周年記念のアトラクションに転換できるように12,000,000ポンドの拠出を進めると公表した。2016年6月にカロラインは博物館船として、また王立海軍国立博物館の一部として開館した。
カロラインは2011年の退役までイギリス海軍においてヴィクトリーに次ぐ歴代二位の現役期間を誇り、第一次世界大戦時のイギリス海軍軽巡洋艦およびユトランド沖海戦参加艦艇で最後の生き残りでもある。

## 栄典
カロラインは現役期間で1個の戦闘名誉章(Battle Honour)を受章した。
- Jutland 1916